# Svenska Båtunionen
'Svenska Båtunionen, förkortat SBU, är ett riksorgan för anslutna båtklubbar i Sverige, bildat 1928. Dessa är på regional nivå anslutna till 24 båtförbund. Två rikstäckande klubbar är direktanslutna till Svenska Båtunionen. Omkring 900 båtklubbar är anslutna till unionen med cirka 172 000 medlemmar. Unionen ger till alla medlemmar ut en tidning, Båtliv, som är Europas största båttidning.
Ändamålet med unionen är att 
- främja fritidsbåtsverksamhetens utveckling med sund anpassning till människa, natur och samhälle. Detta sker genom att medverka i utbildning av båtförare för att ge kompetensbevis på olika nivåer.
- bedriva upplysning och utbildning för ansvarsfullt innehavande av fritidsbåt och danande av god miljö för båtlivet. Sjösäkerheten höjs genom besiktning av båtar ur säkerhetssynpunkt. Utbildning och initiativ i miljöfrågor utgör en omfattande del med bland annat miljökrav på båtar och hamnar. Vattenvård följes genom medlemskap i vattenvårdsförbund för större insjöar.
- vara rådgivande kontaktorgan till och remissinstans för regering, myndigheter och organisationer.

Svenska Båtunionen samarbetar med andra organisationer både nationellt och internationellt. I Sverige finns samarbetsorganet Sjösportens Samarbetsdelegation (SSD) i vilket Svenska Båtunionen, Svenska Seglarförbundet och Svenska Kryssarklubben ingår. Ändamålet med delegationen är att samordna det svenska båtlivets kontakter med regering och myndigheter. Svenska Båtunionen äger tillsammans med Seglarförbundet och Kryssarklubben ett eget försäkringsbolag, Svenska Sjö, för båtförsäkringar. Inom Norden har Svenska Båtunionen ett samarbete mellan nationella fritidsbåtorganisationer genom Nordiska Båtrådet (NORDBÅT). Svenska Båtunionen är medlem i European Boating Association.

### Fotnoter
1. ↑  ”Svenska Båtunionen”. Nationalencyklopedin. http://www.ne.se/uppslagsverk/encyklopedi/l%C3%A5ng/svenska-b%C3%A5tunionen. Läst 11 september 2017.